# Villa Sanfiori Armellin
Villa Sanfiori Armellin (anche solo Villa Sanfiori), è una villa veneta di Castello Roganzuolo, nel comune di San Fior. 

## Storia

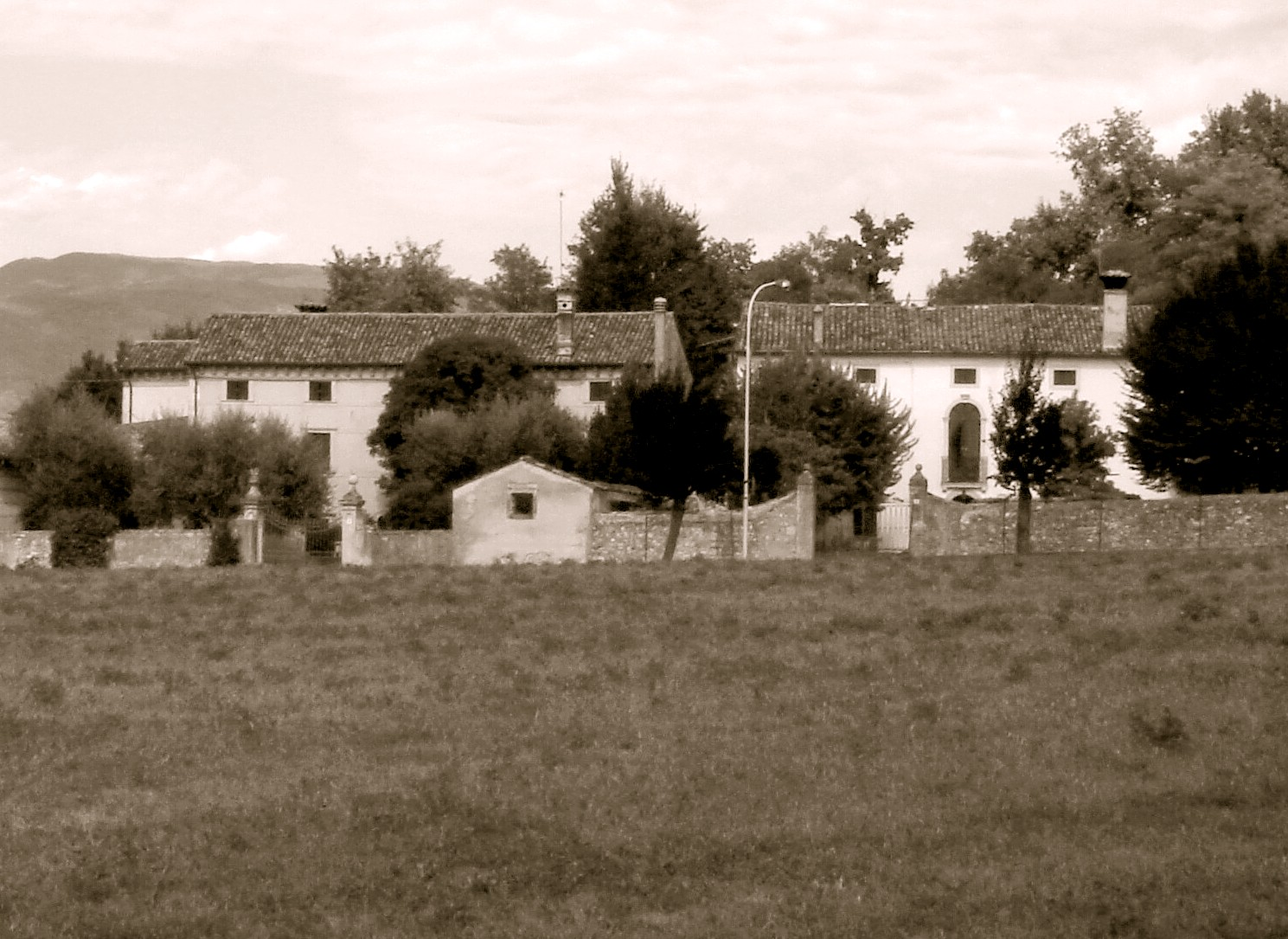
La villa, a sinistra, nel suo contesto

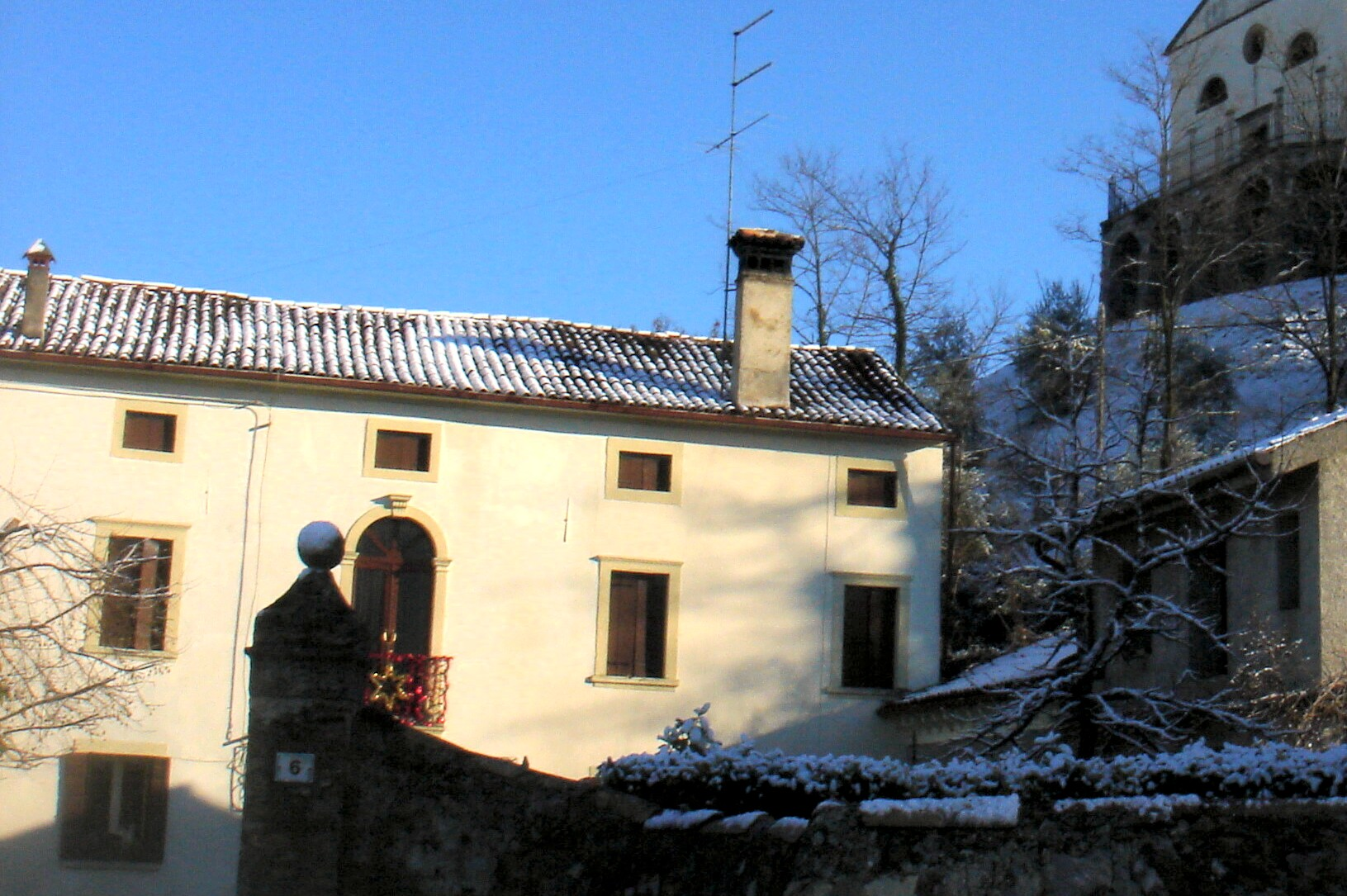
La villa gemella e, in alto a destra, la pieve dei santi Pietro e Paolo

Villa Sanfiori fu costruita nel Settecento, in borgo Gradisca, ai piedi del colle su cui sorge la chiesa monumentale: era la dimora della storica famiglia locale dei Sanfiori.
Nei secoli successivi la casa passò agli Armellin, attuali proprietari dell'edificio. Attualmente, si presenta in discreto stato di conservazione.

## Descrizione
Villa Sanfiori Armellin consta di un corpo principale alto tre piani, segnati da cornici marcapiano, e inserito in un piccolo giardino alberato cinto da mura; i pilastri del cancello metallico – sulla cui sommità è inserito lo stemma familiare degli Armellin – sono abbelliti da volute.

La facciata, organizzata simmetricamente, presenta una forometria semplice che ne evidenzia i livelli, con monofore rettangolari in cornice lapidea. Al centro, al pian terreno, è degno di nota il portale a tutto sesto abbellito da elementi lapidei e da due finestrelle ovali poste ai suoi lati; sopra l'ingresso una monofora, anch'essa a tutto sesto, è dotata di una sporgenza con [parapetto]. Nel sottotetto uno spesso cornicione dentellato disegna la parte alta della facciata.
Adiacente a sinistra c'è un palazzo di tre piani dipinto a fasce rosse e bianche e inserito nel complesso di Villa Sanfiori, il quale, attualmente in cattivo stato di conservazione, mostra le linee dell'architettura rurale dell'area, ma è impreziosito nella parte destra della facciata, al primo piano, da una trifora e da piccole decorazioni scultoree.
Sulla destra, invece, si erge una villa gemella, priva di alcuni elementi che rendono di particolare eleganza l'edificio già descritto, ma anch'essa di un certo valore architettonico e inserita nello stesso contesto della prima. Sul lato destro del cortile va ricordata la presenza di un annesso rustico che conferisce forma ad L al complesso della villa gemella.